# Thermomicrobiota
Phylum
Synonymes
- Thermomicrobiota Whitman et al. 2018
- Thermomicrobaeota Oren et al. 2015
- Thermomicrobia Garrity & Holt 2001

Les Thermomicrobiota sont un embranchement (ou phylum, ou encore division) du règne des Bacteria. Son nom provient de Thermomicrobium qui est le genre type de cet embranchement.
En 2025 selon la LPSN (13 juin 2025) cet embranchement ne comporte qu'une seule classe, les Thermomicrobia Garrity & Holt 2002.

## Taxonomie
Le nom correct complet (avec auteur) de ce taxon est Thermomicrobiota Garrity & Holt 2021.
Le genre type est Thermomicrobium Jackson et al. 1973.

### Étymologie
L'étymologie du phylum Thermomicrobiota est la suivante : Ther.mo.mi.cro.bi.o’ta N.L. neut. n. Thermomicrobium, genre type du phylum; N.L. neut. pl. n. suff. -ota, suffixe utilisé pour définir un phylum; N.L. neut. pl. n. Thermomicrobiota, le phylum des Thermomicrobium,.